# 가행
가행(加行)에는 다음의 4가지 뜻이 있다.
- 실천
- 방편
- 예비적인 수행
- 5정진 중 하나

## 가행: 실천
가행(加行, 산스크리트어: prayoga)은 문자 그대로의 뜻은 '행 즉 실천을 더하다'로, 예를 들어 4성제 또는 12연기 등의 이치를 실천하는 것 또는 공용행(功用行: 3업, 3행)을 더하는 것을 말한다. 즉, 가행(加行)은 실천(實踐)을 뜻한다.
공용(功用) 또는 공용행(功用行)은 몸 · 입 · 뜻으로 짓는 신업(身業) · 구업(口業) · 의업(意業)의 3업(三業) 또는 3행(三行), 즉 동작 · 말 · 생각을 말한다.
실천(實踐)의 일반 사전적인 뜻은 '생각한 바를 실제로 행함'이다. 불교 용어로서는 4성제 · 12연기 등의 진리 또는 이치에 계합하여 행위를 더하는 것 즉 8정도나 6바라밀 등을 실제로 행하는 것을 의미한다. 즉 여실정행(如實正行) 또는 정행(正行)을 뜻한다.

## 가행: 방편
가행(加行)은 실천의 수단 즉 수행법이라는 뜻에서 방편(方便)이라고도 한다.

## 가행: 예비적인 수행
가행(加行)은 정행(正行)에 대비되는 말로서, 예비적인 수행 또는 실천[行]을 뜻한다. 이러한 뜻에서 방편(方便)이라고도 한다. 이 경우 정행은 결과를 가져오는 직접적인 원인이 되는 수행 또는 실천을 뜻한다.

## 가행: 5정진 중 하나
가행(加行)은 무착의 《대승아비달마집론》, 안혜의 《대승아비달마잡집론》, 호법 등의 《성유식론》 등에 나오는, 정진(精進) 또는 근(勤)의 5단계의 차별인 피갑(被甲) · 가행(加行) · 무하(無下) · 무퇴(無退) · 무족(無足)의 5정진(五精進) 가운데 하나이다. 가행은 방편(方便)이라고도 한다.
가행(加行)은 불교 경전에서의 유근(有勤: 정진하는 것)에 해당하는데, 견고하고 용감하게 방편(方便: 실천, 수행)을 일으키는 것을 말한다. 마음(8식, 즉 심왕, 즉 심법)을 견고하게 해서 스스로 책려(策勵)하는 것을 뜻한다.

## 참고 문헌
- 곽철환 (2003). 《시공 불교사전》. 시공사 / 네이버 지식백과. |title=에 외부 링크가 있음 (도움말)
- 미륵 지음, 현장 한역, 강명희 번역 (K.614, T.1579). 《유가사지론》. 한글대장경 검색시스템 - 전자불전연구소 / 동국역경원. K.570(15-465), T.1579(30-279). |title=에 외부 링크가 있음 (도움말)
- 세친 지음, 현장 한역, 권오민 번역 (K.955, T.1558). 《아비달마구사론》. 한글대장경 검색시스템 - 전자불전연구소 / 동국역경원. K.955(27-453), T.1558(29-1). |title=에 외부 링크가 있음 (도움말)
- 호법 등 지음, 현장 한역, 김묘주 번역 (K.614, T.1585). 《성유식론》. 한글대장경 검색시스템 - 전자불전연구소 / 동국역경원. K.614(17-510), T.1585(31-1). |title=에 외부 링크가 있음 (도움말)
- 세친 지음, 현장 한역, 송성수 번역 (K.618, T.1612). 《대승오온론》. 한글대장경 검색시스템 - 전자불전연구소 / 동국역경원. K.618(17-637), T.1612(31-848). |title=에 외부 링크가 있음 (도움말)
- 운허.  동국역경원 편집, 편집. 《불교 사전》. |title=에 외부 링크가 있음 (도움말)
- (영어) DDB. 《Digital Dictionary of Buddhism (電子佛教辭典)》. Edited by A. Charles Muller. |title=에 외부 링크가 있음 (도움말)
- (중국어) 미륵 조, 현장 한역 (T.1579). 《유가사지론(瑜伽師地論)》. 대정신수대장경. T30, No. 1579. CBETA. |title=에 외부 링크가 있음 (도움말)
- (중국어) 佛門網. 《佛學辭典(불학사전)》. |title=에 외부 링크가 있음 (도움말)
- (중국어) 星雲. 《佛光大辭典(불광대사전)》 3판. |title=에 외부 링크가 있음 (도움말)
- (중국어) 세친 조, 현장 한역 (T.1612). 《대승오온론(大乘五蘊論)》. 대정신수대장경. T31, No. 1612, CBETA. |title=에 외부 링크가 있음 (도움말)
- (중국어) 세친 조, 현장 한역 (T.1558). 《아비달마구사론(阿毘達磨俱舍論)》. 대정신수대장경. T29, No. 1558, CBETA. |title=에 외부 링크가 있음 (도움말)
- (중국어) 호법 등 지음, 현장 한역 (T.1585). 《성유식론(成唯識論)》. 대정신수대장경. T31, No. 1585, CBETA. |title=에 외부 링크가 있음 (도움말)